# Estación de Castro Verde - Almodôvar
La Estación Ferroviária de Castro Verde-Almodôvar, originalmente denominada Estación do Carregueiro, y también conocida como Estación de Castro Verde-Almodôvar, es una plataforma de la Línea de Alentejo, que funcionaba como enlace con el Ramal de Aljustrel, y que sirve a las localidades de Castro Verde y Almodôvar, en el Distrito de Beja, en Portugal.

## Características

### Vías y plataformas
Disponía, en enero de 2011, de tres vías de circulación, una con 244 metros de longitud, y las otras dos, con 546 metros; una plataforma tenía 120 metros de extensión y 45 centímetros de altura, y la otra presentaba 105 metros de longitud y 60 centímetros de altura.

## Historia

### Inauguración
Esta plataforma se encuentra en el tramo entre la Estación de Beja y el Apeadero de Casével de la Línea de Alentejo, que abrió  el 20 de  diciembre de 1870.

### sigloXX
En 1903, estaba ya estudiada la implementación de un ramal de la Ruta Real 17, entre la localidad de Entradas y esta plataforma, que, en ese momento, se denominaba Estación do Carregueiro.

### Supresión de los servicios
El 1 de enero de 2012, todos los servicios regionales entre las Estaciones de Beja y Funcheira, que eran gestionados por la empresa Comboios de Portugal, fueron suprimidos, debido a la reducida demanda y que tenía como resultado graves pérdidas económicas.